# Kuikkala
Kuikkala är en ö i Finland. Den ligger i sjön Vankavesi och i kommunen Ylöjärvi i den ekonomiska regionen Tammerfors och landskapet Birkaland, i den södra delen av landet, 190 km norr om huvudstaden Helsingfors. Öns area är 8,7 hektar och dess största längd är 0,7 kilometer i nord-sydlig riktning.